# Peter Häberle
Peter Häberle (13 de maio de 1934, Göppingen, Baden-Württemberg, Alemanha) é um jurista alemão, especialista em direito constitucional.

## Biografia
Häberle estudou direito em Tübingen, Bonn, Freiburg im Breisgau e Montpellier. Em 1961, recebeu o título de doutor em direito sob a orientação de Konrad Hesse, na faculdade de direito da Universidade de Freiburg, com a tese Die Wesensgehaltgarantie des Art. 19 Abs. 2 Grundgesetz (título em alemão).
Em 1970, Häberle obteve sua habilitação em Freiburg im Breisgau, com o trabalho Öffentliches Interesse als juristisches Problem (título em alemão), que pode ser traduzido como Interesse público como um problema jurídico. Foi professor substituto em Tübingen e professor de direito em Marburg. Posteriormente se transferiu para as universidades de Augsburg e Bayreuth. Também atuou como professor visitante na Universidade de St. Gallen (de 1982 a 1999).
As obras de Häberle receberam traduções em 18 línguas e seu 70º aniversário foi celebrado com a publicação de um Festschrift.
Peter Häberle recebeu títulos de doutorado honoris causa das seguintes universidades:
- Universidade Aristóteles de Tessalônica, 1994
- Universidade de Granada, 2000
- Pontifícia Universidade Católica do Peru, 2003
- Universidade de Brasília, 2005
- Universidade de Lisboa, 2007
- Universidade Estatal de Tbilisi, 2009
- Universidade de Buenos Aires, 2009

## Recepção da obra na América Latina e no Brasil
Peter Häberle dedicou-se a estudos sobre um direito constitucional comum latino-americano, com obra traduzida e publicada no México sob o título De la soberanía al derecho constitucional común: palabras clave para un diálogo europeo-latinoamericano (2003). No Brasil, o pensamento de Häberle encontrou eco na jurisprudência do Supremo Tribunal Federal e na legislação sobre o instituto do amicus curiae, enquanto na doutrina é adotada por muitos a formulação da "sociedade aberta de intérpretes da constituição", segundo a qual "o círculo de intérpretes da lei fundamental deve ser alargado para abarcar não apenas as autoridades públicas e as partes formais nos processos de controle de constitucionalidade, mas todos os cidadãos e grupos sociais que, de uma forma ou de outra, vivenciam a realidade constitucional".
A publicação em português de sua obra A sociedade aberta dos intérpretes da Constituição: contribuição para a interpretação pluralista e "procedimental" da Constituição, em 1997, é considerada de grande importância para o desenvolvimento do sistema brasileiro de controle de constitucionalidade.